# Jeffrey Hunter
Jeffrey Hunter (nascido Henry Herman "Hank" McKinnies Jr.; Nova Orleans, 25 de novembro de 1926 — Los Angeles, 27 de maio de 1969) foi um ator e produtor de cinema e de televisão estadunidense, conhecido por interpretar Jesus Cristo no épico Rei dos Reis e Martin Pawley em  Rastros de Ódio e, na televisão, interpretou o capitão Christopher Pike no episódio piloto original de Star Trek.

## Primeiros anos
Jeffrey Hunter, nascido Henry Herman "Hank" McKinnies Jr, nasceu em 25 de novembro de 1926, em Nova Orleans, Louisiana, filho de Edith Lois (Burgess) e Henry Herman McKinnies. Foi criado em Milwaukee, Wisconsin.
Na escola, Hank dividiu suas atividades entre os esportes, rádio e teatro escolar, trabalhando como locutor e ator. Entre 1942 e 1945 viajou fazendo teatro amador e em 1945 se alistou na Marinha dos Estados Unidos. Como havia sido ferido em um jogo de futebol no colégio, não lutou em batalhas, trabalhando como técnico de rádio na divisão de comunicações durante a Segunda Guerra Mundial.
Em 1946, foi para a Universidade Northwestern fazer especialização em rádio, psicologia e inglês. Retornando ao teatro, atuou em produções universitárias, ao lado da atriz Ruth Gordon. Seu primeiro papel no cinema foi numa produção independente de David Bradley, um ex-aluno da universidade, no filme Julius Caesar (1950), no papel de plebeu (não creditado). O filme também tinha o iniciante Charlton Heston no papel de Marco Antônio.
Após terminar a faculdade, Hank mudou-se para Los Angeles para fazer mestrado em rádio. Em 1950, quando atuava em uma peça universitária, foi visto por um olheiro da 20th Century Fox, que o convidou para um teste. Darryl F. Zanuck ficou impressionado com a beleza do rapaz, e lhe ofereceu um contrato de longo prazo, e mudou seu nome, batizando-o Jeffrey Hunter.
A Fox o testou no filme Minha Cara Metade (Call Me Mister, 1951). Logo começaram a chegar cartas sobre o ator. Hunter ganhou um papel maior em Horas Intermináveis (Fourteen Hours, 1951), fazendo par romântico com Debra Paget.
Seu primeiro grande papel foi em Homens Rãs (The Frogmen, 1951), onde contracenou com outro jovem que a Fox testava, o ator Robert Wagner. Para promover ambos, o estúdio inventou uma rivalidade entre os dois, que eram amigos na vida real. Além disto, faziam de tudo para esconder seu casamento com a atriz Barbara Rush, que conhecera nos testes da Fox. Em 1954, Jeffrey e sua então esposa Bárbara estiveram no Brasil, para o Festival Internacional de Cinema a convite de Jorge Guinle; trouxeram também o filho e, apesar de ser uma estrela ainda pouco conhecida, fez bastante sucesso junto à imprensa local, que elogiava seu "talento e versalidade" e a "aparência suave e doce".
A fama de galã aumentou quando a atriz Marilyn Monroe afirmou que, após vê-lo em A Família do Gênio (Belles on Their Toes, 1952), o considerava um dos atores mais bonitos do cinema. Alguns pesquisadores afirmam que tal declaração foi montada para promover Hunter, o que pode ser verdade, já que pouco tempo depois desta declaração estrelou seu primeiro filme, Um Grito no Pântano (Lure of The Wildernes, 1952), com Jean Peters. Mas a falta de retorno nas bilheterias fez a Fox deixá-lo, bem como outros atores iniciantes, para segundo plano. Mesmo A Princesa do Nilo (Princess of the Nile, 1954), onde repetiu par romântico com Debra Paget também não foi bem sucedido.
Após protagonizar uma série de filmes de baixa audiência, Hunter chegou a desabafar, dizendo que fazia inúmeras fotos publicitárias, mas não era chamado para mais nenhum filme. Havia sido cotado para ser o protagonista da super produção O Príncipe Valente (Prince Valiant, 1954), acabou perdendo o papel para o "rival" Robert Wagner. A Fox o emprestou, junto com Debra Paget, para a Allied Artists Pictures, para atuarem em Sete Homens Enfurecidos (Seven Angry Men, 1955).
De volta, a Fox o escalou para fazer o papel de índio em A Lei do Bravo (White Feather, 1955), onde Robert Wagner, que interpretava o cowboy. Após ver sua carreira começar a declinar o ator montou uma produtora, e começou a aceitar convites para aparecer na televisão. A Fox o emprestou novamente à Allied Artists Pictures para atuar em Amor, Prelúdio de Morte (A Kiss Before Dying, 1956), onde disputava o amor de Joanne Woodward com Robert Wagner.

## Rastros de Ódio

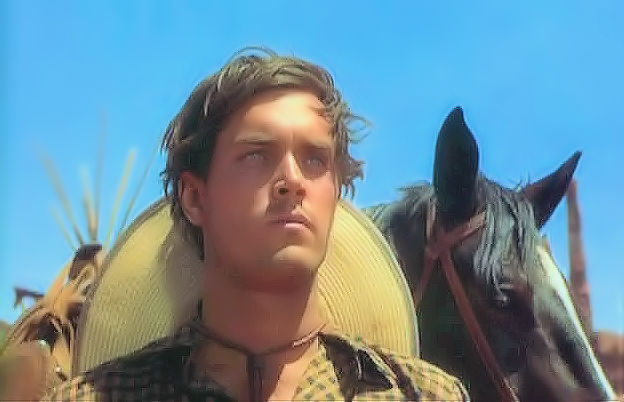
Jeffrey Hunter como Martin Pawley em The Searchers

A carreira do ator estava em baixa, mas foi revitalizada quando o diretor John Ford o escalou para viver Martin Pawley, o rapaz mestiço de índio que ajuda Ethan, personagem de John Wayne, a resgatar a sobrinha, vivida por Natalie Wood em Rastros de Ódio (The Searchers, 1956). Na época, Natalie ainda estudava e Hunter e Wayne se revezavam para buscá-la no colégio. O filme foi rodado nas locações no Monument Valley, no Utah, região preferida de Ford para seus westerns, e se tornou um clássico dos filmes de faroeste. A atuação de Hunter recebeu grandes elogios da crítica. Um jornal disse "Sabemos que Jeffrey Hunter chegou lá quando vimos que ele ganhou a mesma quantidade de munição falsa dada a John Wayne no filme".
Após Rastros de Ódio, foi emprestado para a Disney, onde fez Têmpera de Bravos (The Great Locomotive Chase, 1956), filme de ação da Guerra Civil onde fez o papel de antagonista de Fess Parker. Ironicamente, de acordo com a entrevista de Parker ao Archive of American Television, John Ford queria lançá-lo inicialmente no papel de Martin Pawler em The Searchers, mas a Disney se recusou a emprestá-lo; Parker se referiu à perda desse papel como seu maior revés na carreira. O sucesso de The Searchers e Great Locomotive Chase reviveu o interesse da Fox nele e ofereceu para renovar seu contrato, permitindo que ele fizesse um filme por ano em outro estúdio. Hunter foi coprotagonista com Robert Wagner como os irmãos James (Hunter interpretou Frank James e Wagner, Jesse James) em Quem Foi Jesse James (The True Story of Jesse James, 1957), dirigido por Nicholas Ray.
Hunter voltou a protagonizar filmes de baixo orçamento que foram bem sucedidos. Enviado para a Inglaterra, protagonizou Conte Cinco e Morra (Count Five and Die, 1957). Hunter passou mal ao retornar da Europa, sendo diagnosticado com hepatite e permaneceu sem atuar por 14 meses. Foi dirigido por John Ford em O Último Hurra (The Last Hurrah, 1958), um drama político onde Jeffrey desempenha um jornalista que ajuda na reeleição do tio, interpretado por spencer Tracy, à prefeitura de sua cidade. Seu último filme sob contrato na Fox seria Três Encontros com o Destino (In Love and War, 1958), novamente com Robert Wagner.
John Ford o escalou para o papel principal em Audazes e Malditos (Sergeant Rutledge, 1960), um western antirracista estrelado por Woody Strode. Hunter fez um oficial da cavalaria americana que defende seu subordinado negro de um crime que não cometeu. Ainda em 1960, atuou em Do Inferno para a Eternidade (Hell to Eternity), de Phil Karlson, no papel principal do herói americano da Segunda Guerra Mundial Guy Gabaldon, órfão que fora criado por uma família de japoneses e que é convocado e obrigado a lutar contra o povo de seus pais adotivos quando os Estados Unidos entram na guerra após o ataque a Pearl Harbor, manifestando nele uma crise de consciência. Seu desempenho foi elogiado pela crítica e pelo próprio Gabaldon, que batizou um de seus filhos de Jeffrey Hunter Gabaldon.

## O Rei dos Reis

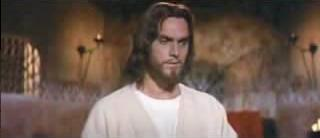
Jeffrey Hunter como Jesus em O Rei dos Reis (1961)

John Ford recomendou Jeffrey Hunter para o diretor Nicholas Ray (com quem já havia trabalhado) para que estrelasse o épico O Rei dos Reis (King of Kings, 1961), sobre a vida de Jesus Cristo. Sua atuação como Cristo até hoje é considerada a mais destacada entre os demais atores que interpretaram o personagem no cinema.
Parte da crítica ridicularizou o trabalho de Hunter com os dizeres "eu fui um Cristo adolescente", comparando-o ao ator James Dean em Juventude Transviada. Ironicamente Hunter tinha 33 anos, a idade de Cristo, ao filmar O Rei dos Reis. O filme foi um grande sucesso na bilheteria e continua sendo um dos seus papéis mais lembrados.
Leonard Maltin, em sua Movie Encyclopedia, falou dele como Jesus: "Ele pertence à pequena fraternidade de atores que interpretaram Jesus Cristo na tela e, embora possa ou não ser o mais convincente Filho de Deus dos filmes, ele certamente era o mais bonito".
Hunter declarou a uma revista em março de 1962, um ano depois do lançamento do filme, a respeito de seu papel na saga bíblica de Cristo: "Não compreendi totalmente minha responsabilidade até achar-me nas vestes de Jesus, subindo a montanha para a cena do sermão das bem-aventuranças. Para minha surpresa, muitos habitantes do vilarejo caíram de joelhos enquanto eu passava. Eles sabiam muito bem que eu era um mero ator, porém sentiram que, de alguma forma, eu era uma apresentacão viva de uma figura que lhes era sagrada desde a infância. Eu não sabia o que fazer... foi aí que me conscientizei do que aceitara representar. Senti minha responsabilidade crescer à medida que o filme prosseguia, e sinto-a ainda mesmo que o filme tenha terminado. Não creio, entretanto, que sou maior conhecedor de Cristo do que qualquer outra pessoa. Minha educacão religiosa foi como a de qualquer criança americana. Conhecia a Bíblia, é claro, a história de Jesus era sagrada, mas nunca havia pensado muito sobre ele como Pessoa, de carne e sangue, como um Homem que viveu neste mundo como nós vivemos, entre pessoas e em um tempo não diferente dos atuais. Ao estudar o script, e enquanto prosseguia minha pesquisa, comecei a compreender pela primeira vez o significado de Sua vida e o que os Seus ensinamentos trouxeram ao mundo". O papel de Jesus Cristo impulsionou Hunter definitivamente para a fama mundial.
Após um tempo afastado dos filmes, escolheu papéis completamente diferentes para se desvencilhar do seu papel mais famoso em O Rei dos Reis. Na Universal, ele estrelou como outra figura da vida real da Segunda Guerra Mundial, No Man Is an Island (1962), a história de George Ray Tweed. Para o seu antigo chefe de Fox, Darryl F. Zanuck, ele se juntou a um elenco de estrelas no épico da Segunda Guerra O Mais Longo dos Dias (The Longest Day, 1962), último filme que fez com Robert Wagner.

## Temple Houston

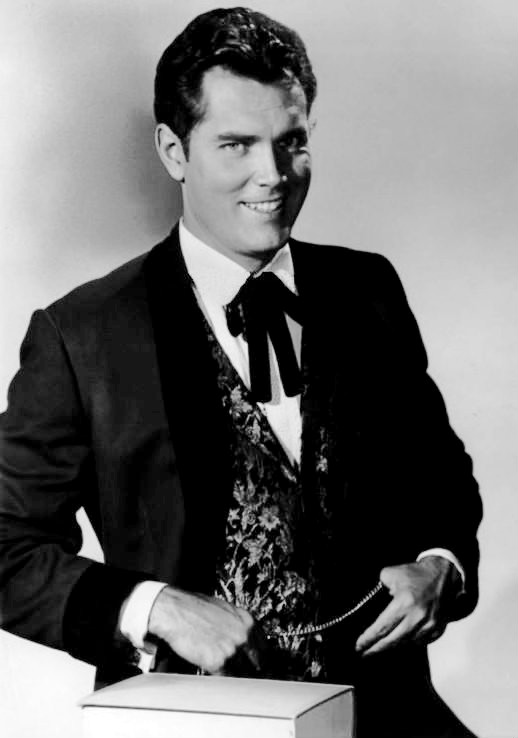
Jeffrey Hunter como Temple Houston (1963)

Tendo participado de séries de televisão desde meados da década de 1950, Hunter assinou um contrato de dois anos com o chefe de estúdio da Warner Bros, Jack Warner, para atuar como o advogado do Texas Temple Lea Houston, o filho mais novo de Sam Houston , na série da NBC Temple Houston (1963-1964), série que a produtora de Hunter co-produziu. Para Hunter seu personagem possuía muitos lados em Temple Houston, sendo um orador extravagante, duro, gentil e excelente atirador: "Houston também foi descrito da seguinte forma: ele iria montar, atirar, lutar, beber e amar com o melhor deles e talvez melhor do que a maioria. A modéstia que mostra na vida cotidiana desaparecerá logo que entre no tribunal, tornando-se o advogado famoso em todo o sudoeste americano". Temple Houston, entretanto, teve baixo retorno de audiência do público. Ao assumir o papel de Temple Houston, Hunter foi obrigado por um conflito de agendamento a se retirar do filme de John Ford, Crepúsculo de Uma Raça (Cheyenne Autumn, 1964).

## Star Trek
Embora Temple Houston tenha durado cerca de vinte e seis semanas, aceitou fazer um piloto para uma série que a NBC produzia, Jornada nas estrelas (Star Trek). Hunter intrepretou o papel principal de Christopher Pike, capitão da nave USS Enterprise em "The Cage", o primeiro episódio piloto, mas se recusou a trabalhar na série quando ela foi aprovada.
Existem especulações acerca da desistência de que sua segunda esposa, Joan Bartlett, o tenha influenciado a se demitir por acreditar que sua carreira de ator devia se restringir ao cinema e não à televisão. O certo é que ele não queria ficar preso muito tempo em um único trabalho e perder outras oportunidades, como aconteceu em Temple Houston, decidindo se concentrar em filmes.
A série foi então reformulada, e o personagem de Hunter foi renomeado para Capitão James T. Kirk, e passou a ser interpretado por William Shatner. O filme do piloto original foi posteriormente adaptado para um episódio de duas partes intitulado "The Menagerie".

## Últimos anos e morte
Com o fim do sistema de contratos dos grandes estúdios e a terceirização das produções, Jeffrey Hunter e outros tantos atores que foram importantes na década de 50 se viram sem emprego, e partiram para a Europa para atuar em filmes de baixo orçamento, como os westerns spaghetti. As disputas com seu gerente e o divórcio de sua segunda esposa o faliram e o levaram à bebida. Sem oportunidade nos Estados Unidos, fez filmes na Alemanha, Espanha, Itália e México, entre outros países, além de participações em programas de televisão.
Em 1969, enquanto filmava na Espanha Cry Chicago, foi ferido em uma explosão no set, sofrendo lacerações com vidro quebrado, bem como queimaduras de pólvora. O ator foi levado as pressas para os Estados Unidos, mas os médicos disseram não ter encontrado nenhum ferimento grave. De volta aos EUA, foi recusado na novela General Hospital, mas foi contratado para atuar no filme Trágica Sentença (The Desperados, 1969), que seria seu retorno ao cinema norte-americano. Antes de começar a filmar encontrou um velho amigo dos tempos da marinha, e este lhe deu um golpe de karatê no queixo de brincadeira. Hunter, que conhecia o judô, não pôde se defender a tempo, perdeu o equilíbrio e bateu a cabeça contra uma porta. O ferimento da explosão, até então leve, se agravou. Durante o voo de volta aos Estados Unidos junto com sua esposa, seu braço direito ficou paralisado e não conseguia falar. Ao pousar, foi levado diretamente do avião para Valley Hospital em Los Angeles, onde se determinou que sofreu uma hemorragia cerebral. Ele se recuperou e recebeu alta após algumas semanas. Em sua casa em Van Nuys, Califórnia, continuou a reclamar de dores de cabeça e tonturas severas.
Na tarde de 26 de maio de 1969, Hunter sofreu uma nova hemorragia cerebral enquanto tentava subir uma escada em sua casa em Van Nuys, Califórnia. Ele caiu e bateu com a cabeça em um corrimão, fraturando o crânio, sendo encontrado inconsciente por sua terceira esposa e levado ao Valley Presbyterian Hospital, onde foi submetido a uma cirurgia no cérebro. Quando o encontraram, eles não sabiam por quanto tempo ele estava inconsciente. Morreu sem ter recuperado a consciência, durante uma cirurgia de reparação da fratura, às 9:30 da manhã de 27 de maio de 1969. Tinha 42 anos. O funeral de Hunter foi realizado na Igreja Episcopal de São Marcos em Van Nuys em 31 de maio. Ele foi enterrado no Glen Haven Memorial Park, em Sylmar, Califórnia.

## Vida pessoal e legado
Hunter se casou três vezes. O primeiro casamento foi com a atriz Barbara Rush e durou de 1950 a 1955, quando se divorciaram. Eles tiveram um filho, Christopher (nascido em 1952). Foi casado com a modelo Dusty Bartlett de 1957 a 1967, quando, se divorciaram. Ele adotou o primeiro filho dela, Steele, e teve mais dois filhos, Todd e Scott. Em fevereiro de 1969, três meses antes de sua morte, se casou com a atriz Emily McLaughlin.
Jeffrey Hunter e o ator Robert Wagner foram grandes amigos, apesar da suposta rivalidade por papéis que era propagada pelos estúdios. Eles fizeram juntos seis filmes: The Frogmen (1951), White Feather (1955), A Kiss Before Dying (1956), The True Story of Jesse James (1957), In Love and War (1958) e The Longest Day (1962). Wagner prefaciou o livro biográfico do amigo, "Jeffrey Hunter: The Film, Television, Radio and Stage Performances", de Paul Green. Também foi amigo do ator Roger Moore, que deu o nome a seu filho de Jeffrey em sua homenagem.
Hunter foi um dos mais promissores galãs da década de 50, e hoje é lembrado por muitos por interpretar Jesus Cristo no filme O Rei dos Reis (King of Kings, 1961). Fãs de Star Trek se lembram dele por interpretar Christopher Pike, o primeiro capitão da Enterprise. Possui uma estrela na Calçada da Fama por sua contribuição como ator à indústria da televisão, localizada no número 6918 da Hollywood Blvd.

## Filmografia

### Filmes
| Ano  | Título original                    | Título no Brasil                               | Personagem                        | Notas                                                                   |
| 1950 | Julius Caesar                      | Julius Caesar                                  | Plebeu                            | Não creditado                                                           |
| 1951 | Call Me Mister                     | Minha Cara Metade                              | Rapaz                             | Não creditado                                                           |
| 1951 | Fourteen Hours                     | Horas Intermináveis                            | Danny Klempner                    |                                                                         |
| 1951 | The Frogmen                        | Os Homens Rãs                                  | Pappy Creighton                   | Creditado como Jeffrey Hunter. Primeiro filme com Robert Wagner.        |
| 1951 | Take Care of My Little Girl        | Take Care of My Little Girl                    | Chad Carnes                       |                                                                         |
| 1952 | Red Skies of Montana               | Montanhas Ardentes                             | Edward J. (Ed) Miller             |                                                                         |
| 1952 | Belles on Their Toes               | A Família do Gênio                             | Dr. Bob Grayson                   |                                                                         |
| 1952 | Lure of the Wilderness             | Um Grito no Pântano                            | Ben Tyler                         |                                                                         |
| 1952 | Dreamboat                          | O Gênio na Televisão                           | Bill Ainslee                      |                                                                         |
| 1953 | Sailor of the King                 | Marinheiro do Rei                              | Andrew 'Canada' Brown             |                                                                         |
| 1954 | Three Young Texans                 | Roleta Fatal                                   | Johnny Colt                       |                                                                         |
| 1954 | Princess of the Nile               | A Princesa do Nilo                             | Prince Haidi                      |                                                                         |
| 1955 | White Feather                      | A Lei do Bravo                                 | Little Dog                        |                                                                         |
| 1955 | Seven Angry Men                    | Sete Homens Enfurecidos                        | Owen Brown                        |                                                                         |
| 1955 | Seven Cities of Gold               | Sete Cidades de Ouro                           | Matuwir                           |                                                                         |
| 1956 | The Proud Ones                     | À Borda da Morte                               | Thad Anderson                     |                                                                         |
| 1956 | The Searchers                      | Rastros de Ódio                                | Martin Pawley                     |                                                                         |
| 1956 | The Great Locomotive Chase         | Têmpera de Bravos                              | William A. Fuller                 |                                                                         |
| 1956 | A Kiss Before Dying                | Amor, Prelúdio de Morte                        | Gordon Grant                      |                                                                         |
| 1957 | Gun for a Coward                   | Arma para um Covarde                           | Bless Keough                      |                                                                         |
| 1957 | The True Story of Jesse James      | Quem Foi Jesse James                           | Frank James                       |                                                                         |
| 1957 | The Way to the Gold                | The Way to the Gold                            | Joe Mundy                         |                                                                         |
| 1957 | No Down Payment                    | A Mulher do Próximo                            | David Martin                      |                                                                         |
| 1957 | Count Five and Die                 | Conte Cinco e Morra                            | Captain Bill Ranson               |                                                                         |
| 1958 | The Last Hurrah                    | O Último Hurra                                 | Adam Caulfield                    |                                                                         |
| 1958 | In Love and War                    | Três Encontros com o Destino                   | Sgt. Nico Kantaylis               |                                                                         |
| 1959 | La ciudad sagrada                  | La ciudad sagrada                              |                                   | Produtor                                                                |
| 1960 | Destiny, West!                     | Destiny, West!                                 | John Charles Fremont              | Telefilme                                                               |
| 1960 | Sergeant Rutledge                  | Audazes e Malditos                             | Ten. Tom Cantrell                 |                                                                         |
| 1960 | Hell to Eternity                   | Do Inferno para a Eternidade                   | Guy Gabaldon                      |                                                                         |
| 1960 | Key Witness                        | A Testemunha Chave                             | Fred Morrow                       |                                                                         |
| 1961 | Man-Trap                           | Beco Sem Saída                                 | Matt Jameson                      |                                                                         |
| 1961 | King of Kings                      | Rei dos Reis                                   | Jesus                             |                                                                         |
| 1962 | No Man Is an Island                | À Beira do Inferno                             | George R. Tweed                   |                                                                         |
| 1962 | The Longest Day                    | O Mais Longo dos Dias                          | Sgt. (depois Ten.) John H. Fuller | Creditado como Jeff Hunter. Último filme com Robert Wagner              |
| 1963 | Gold for the Caesars               | Ouro para os Imperadores                       | Lancer                            | Título alternativo: “Oro per i Cesari”. Filmado na Itália.              |
| 1963 | The Man From Galveston             | O Homem de Galveston                           | Timothy Higgins                   |                                                                         |
| 1965 | Murieta                            | A Morte de Um Pistoleiro                       | Joaquín Murrieta                  |                                                                         |
| 1965 | Uncle Tom’s Cabin                  | A Cabana do Pai Tomás                          | Voz                               | Não creditado                                                           |
| 1966 | Dimension 5                        | Dimensão 5                                     | Justin Power                      |                                                                         |
| 1966 | Strange Portrait                   | Strange Portrait                               | Mark                              |                                                                         |
| 1965 | Brainstorm                         | Amor Violento                                  | Jim Grayam                        | Creditado como Jeff Hunter                                              |
| 1967 | A Witch Without a Broom            | A Witch Without a Broom                        | Garver Logan                      | Creditado como Jeff Hunter                                              |
| 1967 | A Guide for the Married Man        | Maridos em Férias                              | Técnico Adviser (alpinista)       |                                                                         |
| 1967 | The Christmas Kid                  | Condenado a Forca                              | Joe Novak                         | Creditado como Jeff Hunter                                              |
| 1967 | Custer of the West                 | Os Bravos Não se Rendem                        | Capt. Benteen                     |                                                                         |
| 1968 | The Private Navy of Sgt. O'Farrell | O Marujo Tremendão                             | Ten. Lyman P. Jones               |                                                                         |
| 1968 | Find a Place to Die                | Face a Face com o Diabo                        | Joe Collins                       | Título alternativo: “Joe... cercati un posto per morire!”               |
| 1968 | Sexy Susan Sins Again              | Na Corte de Sua Majestade - Deliciosos Pecados | Count Enrico                      |                                                                         |
| 1969 | Super Colt 38                      | Super Colt 38                                  | Billy Hayes                       |                                                                         |
| 1969 | Cry Chicago                        | O Poderoso Frank Mannata                       | Frank Mannata                     | Títulos alternativos: “The Mafia Mob” e “¡Viva América!”. Último filme. |

### Televisão
| Ano       | Título original                        | Título no Brasil                       | Personagem                      | Notas |
| 1956      | The 20th Century Fox Hour              | The 20th Century-Fox Hour              | Dick Cannock                    | Série (TV). Episódio: “The Empty Room” (1956)                                                                        |
| 1955-1957 | Climax!                                | Climax!                                | Phil Aubry / Wesley Jerome Penn | Série (TV). Episódios: ”Hurricane Diane” (1957) e “South of the Sun” (1955)                                          |
| 1958      | Pursuit                                | Pursuit                                | Ten. Aaron Gibbs                | Série (TV). Episódio: “Kiss Me Again, Stranger” (1958)                                                               |
| 1960      | Our American Heritage                  | Our American Heritage                  | John Charles Freemont           | Série (TV). Episódio: “Destiny West” (1960)                                                                          |
| 1961      | Checkmate                              | Checkmate                              | Edward 'Jocko' Townsend         | Série (TV). Episódio: “Waiting for Jocko” (1961)                                                                     |
| 1962      | The Alfred Hitchcock Hour              | The Alfred Hitchcock Hour              | Harold                          | Série (TV). Episódio: “Don't Look Behind You” (1962)                                                                 |
| 1962      | Death Valley Days                      | Death Valley Days                      | Capt. Walter Reed, MD           | Série (TV). Episódio: “Suzie” (1962)                                                                                 |
| 1962      | Combat!                                | Combate                                | Sgt. Dane                       | Série (TV). Episódio: “Lost Sheep, Lost Shepherd” (1962)                                                             |
| 1963-1964 | Temple Houston                         | Temple Houston                         | Temple Houston                  | Série (TV). Total de 26 episódios. Atuou como ator e produtor                                                        |
| 1963-1964 | Bob Hope Presents the Chrysler Theatre | Bob Hope Presents the Chrysler Theatre | Barry Stinson / Gabe Flanders   | Série (TV). Episódios: “Parties to the Crime” (1964) e “Seven Miles of Bad Road” (1963)                              |
| 1965      | Kraft Suspense Theatre                 | Kraft Suspense Theatre                 | Fred Girard                     | Série (TV). Episódio: “The Trains of Silence” (1965)                                                                 |
| 1965-1966 | Star Trek                              | Jornada nas Estrelas                   | Capitão Christopher Pike        | Série (TV). Episódios: "The Cage" (lançamento póstumo em 1988) e "The Menagerie" (filmagem incorporada a "The Cage") |
| 1966      | Journey Into Fear                      | Journey Into Fear                      | Dr. Howard Graham               | Série (TV). Episódio: “Seller's Market” (1966)                                                                       |
| 1966      | The Legend of Jesse James              | The Legend of Jesse James              | Jeremy Thrallkill               | Série (TV). Episódio: “A Field of Wild Flowers” (1966)                                                               |
| 1966      | Daniel Boone                           | Daniel Boone                           | Roark Logan                     | Série (TV). Episódio: “Requiem for Craw Green” (1966)                                                                |
| 1966      | The Green Hornet                       | O Besouro Verde                        | Emmet Crown                     | Série (TV). Episódio: “Freeway to Death” (1966)                                                                      |
| 1967      | The Monroes                            | The Monroes                            | Ed Stanley                      | Série (TV). Episódio: “Wild Bull” (1967)                                                                             |
| 1965-1968 | The F.B.I.                             | The F.B.I.                             | Ralph Stuart / Francis Jerome   | Série (TV). Episódio: “The Enemies” (1968) e “The Monster” (1965)                                                    |
| 1967-1969 | Insight                                | Insight                                | Ken / James Smith               | Série (TV). Episódios: “The Poker Game” (1969) e “Madam” (1967)                                                      |